# U.K. Subs
U.K. Subs es una banda punk formada en 1976, en Londres, Inglaterra. Fueron parte de la primera ola del punk, y actualmente se encuentran activos. Además, son considerados pioneros del street punk. Comenzaron llamándose The Subs, pero en Escocia ya existía un grupo con ese nombre, por lo cual decidieron al poco tiempo cambiarlo por The U.K. Subs (Los Subversivos del Reino Unido).

## Trayectoria

### 1976-1978: comienzos
La banda nació durante el estallido del punk rock en Gran Bretaña, fundada por Charlie Harper, un peluquero que había liderado y sido parte de la escena británica de rhythm and blues durante los años '60 y mediados de los '70, quien reconoció la energía de este movimiento nuevo, luego de haber visto a The Damned en vivo. Influenciados por grupos como The Faces, The Kinks, The Who, David Bowie, The Velvet Underground y The Stooges, y por sus paralelos (tales como los Ramones, The Sex Pistols, The Damned, y The Clash).
La primera formación del grupo contó con Charlie Harper como cantante, Richard Anderson como guitarrista, Steve Slack en bajo y Robbie Harper en la batería. Al poco tiempo Anderson se retira y es reemplazado por Nicky Garratt, y luego también se alejan Steve Slack y Robbie Harper, siendo reemplazados por Paul "Pearl" Slack y Pete Davies respectivamente, conformando la primera formación clásica de la banda: Harper, Garratt, Slack y Davies. En 1978, la banda consigue una audición en vivo para el programa de John Peel, en la BBC Radio 1, y gracias a ello, ese mismo año llegan a grabar su primer simple, "C.I.D" y "I Live in a Car", que rápidamente se convirtieron en clásicos de la banda.

### 1979-1982: popularidad y etapa clásica
Luego en 1979 aparecerían otros éxitos como "World War", "Stranglehold" y "Tomorrow's Girls" (estas dos últimas lograron posicionarse en el Top 30 de singles) que luego daría lugar a su primer disco ese mismo año: Anothe Kind Of Blues, considerado como uno de sus mejores trabajos, llegando al puesto N.º 21 de ventas en el Reino Unido.
Para 1980, el grupo graba el EP "She's Not There" (Que incluía una versión del clásico de The Zombies cantada por el bajista Paul Slack) y luego "Warhead" que llevaría a su segundo disco Brand New Age, el cual alcanzó el puesto N.º 18 en el Reino Unido. También en ese mismo año sale el primer disco en vivo llamado Crash Course, uno de los más populares del grupo y también de mayor éxito con el N.º 8 en las listas de ventas.
Durante esta etapa se dan algunos cambios de integrantes, principalmente por el avance musical de la banda impuesto por Garratt haciendo que Paul Slack y Pete Davies abandonen el grupo a fines de 1980, reemplazados por Alvin Gibbs (exbajista de Cyanide) y Steve Roberts a la batería. En 1981, se edita su tercer disco Diminished Responsibility, en donde Harper toca la guitarra rítmica. También en este año consiguen otro éxito "Party in Paris", seguido por "Keep on Running (Till You Burn)" ubicándolos en las listas de ventas del Reino Unido, además de aparecer en el programa de televisión "Top of the Pops".
En 1982 graban Endangered Species, el cual sería el último en lograr éxito comercial en el Reino Unido. En este año se dan dos eventos importantes en la carrera de la banda, el primero fue en Polonia donde ellos tocaron en la región de Gdansk, en el festival de la solidaridad contra la ley marcial y la supresión de sindicatos en dicho país, actuando ante una audiencia de 24.000 personas, algo inédito en la historia del grupo por aquellos años. En octubre de este año realizan un show en vivo para la televisión en Alemania, previamente Steve Roberts había sido despedido debido a su abuso de alcohol en los recitales, reemplazado por Kim Wylde, que marca el final de una etapa y el comienzo de otra, en la cual las diferencias entre Harper y Garratt comienzan a ser más notables, por su parte Nicky Garratt buscaba que el grupo fuese respaldado por un sello más grande y poder establecerse en el mercado americano, algo opuesto a lo que Charlie Harper buscaba, ya que él quería que la banda volviera a lo básico de sus comienzos, tocar en bares, pubs y clubes en lugar de llegar a ser una banda de estadios como quería Garratt. Finalmente Nicky Garratt se retiró de los UK Subs a comienzos de 1983, luego de la última gira por Estados Unidos de la banda.

### 1983-presente: etapa posterior y reuniones con exintegrantes
Desde 1983, Charlie Harper ha liderado a los U.K. Subs a una etapa más simple, sin tanta imagen comercial, incluso lideró junto a Knox (guitarrista de The Vibrators) la banda Urban Dogs, que publicaron un LP en 1983. Con el paso del tiempo han incursionado en géneros además del punk rock, como el new wave, rock gótico, post-punk y hardcore. Durante el resto de los ochenta, la banda mantuvo una modesta popularidad en la escena underground inglesa, además de realizar mini-giras por Estados Unidos y el resto de Europa.
Para 1988, Charlie Harper se reúne con Nicky Garratt y Alvin Gibbs graban un álbum de reunión: Killing Time junto Belvy K como baterista, en Nueva York donde Gibbs y Garratt estaban radicados. La idea original era que los UK Subs realizaran una gira de regreso con tres de sus integrantes clásicos, aunque luego las cosas no se dieron como se esperaban, debido a los compromisos musicales de Gibbs con Iggy Pop y las diferencias musicales de Garratt (quién añadió canciones de corte comercial para impulsar la promoción) con las de Harper que buscaba volver al sonido original de la banda de fines de los '70. Dicho proyecto terminó una vez más dividiendo a los músicos y Harper continuó liderando al grupo como antes con Darrell Barth en guitarra, Matt McCoy en batería y Dave "Flea" Farrelly en bajo, todos ellos hasta 1991.
Durante los '90, Harper es invitado por el grupo punk alemán Die Toten Hosen en su álbum Learning English, Lesson One, junto a varios músicos de la escena punk setentera (Joe Strummer, Johnny Thunders, Honest John Plain, Joey Ramone, Captain Sensible, entre otros). Desde 1992, Harper junto a Scott Snowdon como guitarrista, Brian Barnes en bajo y con el regreso de Pete Davies a la banda realizan giras por Europa y llegan por primera vez a Sudamérica, logrando en 1993 llegar a la Argentina realizando un show en New Order junto a Pilsen, y luego como banda invitada en el recital hecho en el penal de Olmos organizado por el periodista Norberto "El Ruso" Verea. En ese mismo año, el grupo estadounidense Guns N' Roses versionó en su disco de covers The Spaghetti Incident? la canción "Down On The Farm".
Ya a fines de esta década, se vuelven a dar reuniones parciales con Nicky Garratt y Alvin Gibbs para conmemorar los clásicos de la banda, además de registrarlos en vivo.

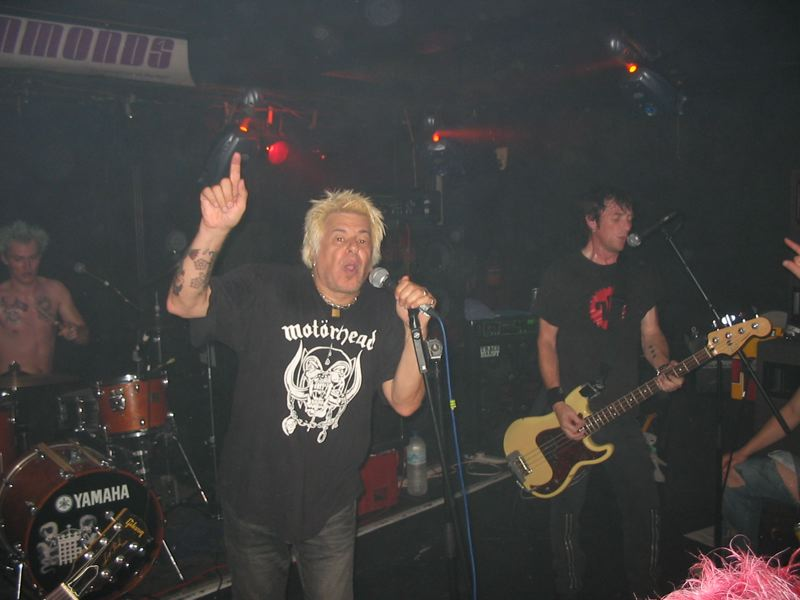
Charlie Harper con Alvin Gibbs

Hoy a la fecha, los UK Subs continúan realizando shows repasando toda una trayectoria de casi cuarenta años ininterrumpidos, actualmente con Charlie Harper (único miembro constante), Jamie Oliver en Batetía, Alvin Gibbs (quien también se mantuvo con la banda en diferente tiempos) en Bajo y Jet Storm como Guitarra fijo y ocasionalmente Nicky Garratt participa en algunos recitales.
La canción "Warhead" fue parte de la banda sonora de la película This Is England de 2007.
Cabe mencionar que en 1979, U.K. Subs protagonizó su propia película (Al igual que los Sex Pistols) llamada "Punk Can Take It", dirigida por Julien Temple.
El 3 de octubre de 2011 lanzaron una edición de 250 copias de un simple en formato vinilo 7" con material grabado en 2005, con Charlie Harper, Nicky Garrat, Alvin Gibbs y Jason Willer. El simple titulado Product Supply contiene tres canciones: "Product Supply" (Lado-A) y "Rare Disease" / "Embryo" (Lado-B). Además anunciaron que las ganancias serán destinadas a la ayuda de las víctimas del terremoto y desastre nuclear en Japón.
El 4 de febrero de 2013, salió a la venta su vigesimocuarto álbum XXIV, él cual tuvo su primer corte de difusión: "Coalition Government Blues".

## Miembros

### Voz
- Charlie Harper (1976-presente), En ocasiones también toca la armónica y guitarra.

### Guitarristas
- Richard Anderson (1976-77)
- Darrell Barth (1986-87, 1989-91, 1999)
- Greg Brown (Otoño de 1977)
- Alan Campbell (1992-2004)
- Lars Frederiksen (1991)
- Nicky Garratt (1977-1983, 1988, 1996, 1999-2002, 2004-presente)
- Bobby Harper (1977)
- Carlos Hyena (1978)
- Jet Storm (2005-presente)
- Knox (1987)
- Alan Lee (1987-89)
- Simon Rankin (2001)
- Andy McCoy (1988)
- Jim Moncur (1984-1986)
- Karl Morris (1991, 1994)
- Phil Pain (1996)
- Tez Roberts (1984-85, 1995, 2002)
- David "Captain Scarlet" Lloyd (1983-1984)
- Scott Snowden (1992)
- Henry "Vulture" Soto (2006-2008)
- Tim Britta (1984)

### Bajo
- John Armitage (1984-1985)
- Brian Barnes (1992-1994, 1996-2001, 2002-2004, 2008)
- Mark Barratt (1986-1987)
- Clara (2002)
- Bones (2002)
- Derek Forbes (1977)
- Flea (1987-91)
- Andy Frantic (1997-99)
- Alvin Gibbs (1980-1983, 1988, 1999-2002, 2003-presente)
- Ricky McGuire (1985-1986)
- Ozzie (1996)
- Simon Rankin (2001-2002)
- Tez Roberts (1984)
- Paul Slack (1977-1981, 2008) —Voz líder en "She's Not There"—
- Steve Slack (1976, 1983-1984)
- Chema Zurita (2007-2011)
- Gregor Kramer (1994)
- Jacek Ostoya (1995)
- Carly (1997)
- Peter Revesz (2008)
- Tony Barber (2008)

### Batería
- Rob "Robbie Harper" Milne (1977)
- Dave Ayer (1995-1996)
- Rob Baldock (1978)
- Rab Fae Beith (1984-1986)
- Benjie Bollox (1996)
- Bruno (1979)
- Tommy Couch (1999-2000)
- Criss Damage (2002)
- Pete Davies (1978-1980, 1984, 1991-1996, 2007, 2008)
- Steve J Jones (1977, 1983-1984)
- Belvy K (1988)
- Rory Lyons (1976-1977)
- Matt McCoy (1988-92, 1993, 1995)
- Jamie Oliver (2005-presente)
- Gary Ostell (1997-99)
- Pumpy (1999-2000)
- Steve Roberts (1980-1982, 1987, 1988, 2002)
- Geoff Sewell (1986)
- Dave Wilkinson (1987)
- Jason Willer (2001-2006)
- Kim Wylie (1982)
- Tez Roberts (1988, 1999)
- Matthew "Turkey" Best (1984)
- Duncan Smith (1987-88)
- Leo Mortimer (1989)
- Gizz Laszlo (1999)
- Darrah (2002)
- Jay (2002)

## Discografía
- Anothe Kind Of Blues (1979) (UK #21)
- Brand New Age (1980) (UK #18)
- Crash Course (1980) (UK #8)
- Diminished Responsibility (1981) (UK #18)
- Endangered Species (1982)
- Flood of Lies (1983)
- Gross Out USA (1984)
- Huntington Beach (1985)
- In Action (1986)
- Japan Today (1987)
- Killing Time (1988)
- Live in Paris (1989)
- Mad Cow Fever (1991)
- Normal Service Resumed (1993)
- Occupied (1996)
- Peel Sessions 1978-79 (1997)
- Quintessentials (1997)
- Riot (1997)
- Submission (1999)
- Time Warp (2001)
- Universal (2002)
- Violent State (2005)
- Work In Progress (2010)
- XXIV (2013)
- Yellow Leader (2014)
- Ziezo (2016)